# Śledź azowski
Śledź azowski (Alosa maeotica) – gatunek małej morskiej ryby ławicowej z rodziny śledziowatych (Clupeidae). 

## Występowanie
Zamieszkuje basen Morza Czarnego, Morza Azowskiego, morza Marmara oraz dolne biegi rosyjskich rzek Don i Kubań. Gatunek zimnolubny, preferujący temperatury w zakresie 3-5 °C. Jesienią gromadzą się w południowych wodach Morza Czarnego w celu zimowania.

## Cechy morfologiczne
Osiąga zwykle 16–20 cm (maksymalnie 31 cm). Samiec i samica podobnej wielkości. Ciało smukłe, wydłużone. Linia boczna niezbyt wyraźnie zaznaczona. Boczne łuski barwy srebrnej, czasami miejscami lekko błękitnej. Grzbiet oraz górna szczęka ciemniejsze od boków ciała. Romboidalna płetwa grzbietowa. Płetwa ogonowa barwy szarej lub czarnej, sporo ciemniejsza od pozostałych płetw. Posiada 33-46 cienkich i prostych listków skrzelowych na każdym z łuków skrzelowych, ciasno rozmieszczonych, zwykle krótszych od wyrostków filtracyjnych. Zęby dobrze rozwinięte w obu szczękach.

## Rozród
Osiąga dojrzałość płciową przy długości około 13–15 cm w wieku około 2 lat. Tarło odbywa się wiosną lub wczesnym latem w cieplejszych słonawych lagunach. Równocześnie z samicami samce wypuszczają do wody nasienie. Ikra rozrzucana jest po dnie i pozostawiana bez opieki. Dorosłe osobniki po tarle powracają na otwarte wody w celu zdobycia pożywienia. Młode osobniki pod koniec lata migrują do ujść rzek, rzadziej na otwarte wody. Żyją około 6 lat, w zależności od środowiska.

## Odżywianie
Podstawowym elementem diety śledzia azowskiego są inne gatunki ryby (głównie szprot i sardela europejska). Poza tym żywi się również zooplanktonem oraz skorupiakami.

## Znaczenie
Posiada niewielkie znaczenie w rybołówstwie. Czasami poławiana wraz z śledziem czarnomorskim. W 2008 roku uznany przez Międzynarodową Unię Ochrony Przyrody za gatunek najmniejszej troski.